# Малая Каменка (Самарская область)
Малая Каменка — село в Красноярском районе Самарской области. Относится к сельскому поселению Красный Яр.

## История
Село Малая Каменка было основано в 1843 году представителями дворянско-однодворческих родов Ивашевых, Романовых, Кирмаловых, Рузановых и других. Рузановы и Кирмаловы — потомки князей и мурз мордовских. Однодворцы Романовы и Рузановы переселились из села Каменка (Большая Каменка), а туда переселились, в свою очередь из деревни Дворянской Кеньши. В свою очередь Дворянская Кеньша была заселена выходцами из Симбирской губернии в 1674 году (дата основания деревни). 
Ивашевы принадлежали к наиболее благородному слою однодворцев, они находились в родстве с симбирским дворянским родом Ивашевых. В конце XVIII века каменские Ивашевы владели крепостными крестьянами и добивались возвращения дворянства.
Род Рузановых был наиболее многочисленным в Малой Каменке, большинство малокаменских фамилий — потомки рода Рузановых: Мишины, Емельяновы, Крайновы и другие, у одной из ветвей рода, по сведениям III ревизии находилось 4 крепостных души. К Отмене крепостного права малокаменские однодворцы состояли в сословии государственных крестьян.

## Население
| 2010 |
| ---- |
| 368  |